# Teminius agalenoides
Teminius agalenoides là một loài nhện trong họ Miturgidae.
Loài này thuộc chi Teminius. Teminius agalenoides được miêu tả năm 1932 bởi Badcock.